# Rachid Maâtar
Rachid Maâtar (en árabe: رشيد معطر‎, Nancy, Francia, 27 de enero de 1959) es un exfutbolista y entrenador de fútbol de Argelia nacido en Francia que jugaba en la posición de centrocampista.

## Carrera

### Club
| Periodo   | Club              |
| --------- | ----------------- |
| 1979-1980 | ECAC Chaumont     |
| 1980-1982 | SR Saint-Dié      |
| 1982-1983 | AS Angoulême      |
| 1983-1985 | AS Nancy-Lorraine |
| 1985-1987 | AS Béziers        |
| 1987-1988 | CO Saint-Dizier   |
| 1988-1989 | AS Nancy B        |

### Selección nacional
Jugó para Argelia en 25 ocasiones de 1985 a 1989 y anotó un gol en la Copa Africana de Naciones 1988.

### Entrenador
| Periodo   | Club         |
| --------- | ------------ |
| 2008-2012 | AS Nancy B   |
| 2012-2013 | FC Lunéville |